# Esporte Clube Viana
O Esporte Clube Viana é um clube brasileiro de futebol, da cidade de Viana, no estado do Maranhão. Suas cores são o azul-celeste, o azul marinho e o branco.

## História
O Viana foi fundado em 15 de julho de 1995 por um grupo de moradores da cidade. Eles queriam fundar um time e torcer para uma equipe local; daí deu a ideia de fundar o Esporte Clube Viana. Em 1998 disputou o Campeonato Brasileiro da Série C, fazendo boa campanha na primeira fase (foi segundo colocado no grupo B, um ponto atrás do Moto Club), caindo apenas nos pênaltis para o Potiguar (5 a 4 para o clube potiguar) depois de ter empatado os 2 jogos por 1 a 1, ficando em 26º lugar na classificação. Repetiu o desempenho em 2003, liderando sua chave e eliminando o tradicional Sampaio Corrêa na segunda fase, antes de ser eliminado pelo Imperatriz e terminar no 17º lugar na classificação.
Em nível estadual, disputou 9 edições do Campeonato Maranhense (1998 a 2004, 2010 e 2012) e 4 da Segunda Divisão (foi Vice-campeão em 2011); em 2009, foi campeão do 2º turno, vencendo o Chapadinha por 11 a 0, com 9 gols marcados em 9 minutos, gerando repercussão nacional e internacional. Houve indícios de que o Chapadinha tivesse "facilitado" a goleada para prejudicar o Moto Club, que brigava pela vaga na Primeira Divisão de 2010 com o Leão da Baixada
Em 2019 foi rebaixado para a Série C do Campeonato Maranhense mas a competição foi cancelada e em 2020 disputa a Segunda Divisão do Maranhense sendo 4º colocado.
Em 2024 o Esporte Clube Viana e o Real Codó Esporte Clube mantiveram uma parceria para que o Real Codó pudesse competir na Segunda Divisão do Campeonato Maranhense. O Viana cedeu seu registro na Federação Maranhense de Futebol (FMF) para o Real Codó. Em 2025, o Esporte Clube Viana e o Real Codó encerraram a parceria esportiva de forma amigável, pois o Real Codó, campeão Maranhense da Segunda Divisão 2024, enfrentou dificuldades para participar da primeira divisão do Campeonato Maranhense devido à falta de apoio do poder público municipal e de patrocinadores. Com o fim da parceria, o Viana anunciou que iria disputar suas partidas como mandante no Campeonato.

## Títulos
| Estaduais | Estaduais                          | Estaduais | Estaduais  |
|           | Competição                         | Títulos   | Temporadas |
| --------- | ---------------------------------- | --------- | ---------- |
|           | Campeonato Maranhense - 2ª Divisão | 1         | 2024       |

 Campeão invicto

### Outras conquistas
- Taça da Baixada: 2010
- Campeonato Maranhense de Futebol - Segunda Divisão (1º turno): 2011
- Campeonato Maranhense de Futebol Feminino: 2010, 2011 e 2013